# Porozumienie Opozycji Robotniczej
Porozumienie Opozycji Robotniczej lub Porozumienie Prasowe Opozycji Robotniczej, POR-Solidarność – lewicowa, trockistowska organizacja opozycyjna w okresie Polski Ludowej. Działała w latach 1985-1986. Została założona w wyniku współpracy opozycyjnej lewicowej prasy, współpracowała ze Zjednoczonym Sekretariatem IV Międzynarodówki. Grupa zainicjowała wydawanie pisma „OBI Osiedlowy Biuletyn Informacyjny”. W 1986 cześć działaczy ugrupowania założyło Robotniczą Partię Rzeczypospolitej Samorządnej pozostali przystąpili do Grupy Politycznej Robotnik. POR tworzyły warszawskie pisma „Front Robotniczy” i „Sprawa Robotnicza” oraz śląskie „Głośno” i „Wolny Robotnik”.